# Supercoppa Serie C 2025
La Supercoppa Serie C 2025 è stata la 25ª edizione della Supercoppa Serie C. Il torneo era un triangolare a cui partecipavano le vincitrici dei tre gironi della Serie C 2024-2025. 

## Squadre partecipanti
Le squadre partecipanti all'edizione 2025 sono:
- Padova Vincitore del girone A di Serie C 2024-2025
- Virtus Entella Vincitore del girone B di Serie C 2024-2025
- Avellino Vincitore del girone C di Serie C 2024-2025

## Formula
Questa edizione prevede le seguenti regole:
- 1ª giornata: la squadra che riposa nella prima giornata viene decisa da un sorteggio, e dallo stesso viene sorteggiata la prima squadra destinata a giocare in trasferta.
- 2ª giornata: alla seconda giornata si affrontano la squadra che ha riposato e quella che perde la prima gara o, in caso di pareggio, quella che ha giocato la prima gara in casa.
- 3ª giornata: si affrontano le due squadre non incontratesi nelle due giornate precedenti.

La squadra che si piazza al primo posto viene designata vincitrice del trofeo. In caso di arrivo a pari punti, valgono le seguenti regole:
1. differenza reti nelle gare del girone di Supercoppa;
2. maggior numero di reti segnate nelle gare del girone di Supercoppa;
3. maggior numero di reti segnate nelle gare esterne del girone di Supercoppa;
4. sorteggio.

## Incontri
| Arbitro: | Maccarini (Arezzo) |

|  |           |             |
|  | Marcatori | 16’ Capelli |

| Arbitro: | Silvestri (Roma 1) |

|             |           |             |
| Di Noia 18’ | Marcatori | 41’ Lescano |

| Arbitro: | Ursini (Pescara) |

|  |           |              |
|  | Marcatori | 85’ Franzoni |

## Classifica
| Squadra        | P.ti | G | V | N | P | GF | GS | DR |
| -------------- | ---- | - | - | - | - | -- | -- | -- |
| Virtus Entella | 4    | 2 | 1 | 1 | 0 | 2  | 1  | +1 |
| Padova         | 3    | 2 | 1 | 0 | 1 | 1  | 1  | +0 |
| Avellino       | 1    | 2 | 0 | 1 | 1 | 1  | 2  | -1 |